# Adlullia leucophleba
Adlullia leucophleba är en fjärilsart som beskrevs av Collenette 1932. Adlullia leucophleba ingår i släktet Adlullia och familjen tofsspinnare. Inga underarter finns listade i Catalogue of Life.